# ویسکا
ویسکا (اوکراینی: Анастасія Павлівна Гришай/Хаген؛ زاده ۱۷ اکتبر ۱۹۸۵) یک بازیگر پورنوگرافی اهل اوکراین است.